# Franz Herberhold
Franz Bernhard Herberhold (* 21. Dezember 1906 in Lippstadt; † 4. August 1979 in Münster) war ein deutscher Historiker und Archivar. Er arbeitete als Leiter des  Staatsarchivs Sigmaringen und Landesarchivdirektor in Münster. Er erwarb sich besondere Verdienste um den Ausbau des kommunalen Archivwesens und veröffentlichte wichtige Werke zur Landesgeschichte.

## Leben
Franz Herberhold wurde als Sohn eines Schriftsetzers geboren. Nach dem Besuch der katholischen Rektoratsschule in Lippstadt wechselte er ab 1920 auf das Franziskanerkolleg St. Ludwig im niederländischen Vlodrop, 1925 legte er als Externer die Abiturprüfung am Gymnasium in Werl ab. Im Herbst 1925 begann er ein Theologiestudium an der Philosophisch-Theologischen Akademie in Paderborn, im Frühjahr 1928 wechselte er nach Würzburg, wo er auch Seminare in Geschichte, Germanistik und Romanistik besuchte; im März 1929 gab er die Theologie auf. Wichtigste Lehrer in Würzburg waren Max Buchner und Anton Chroust. Dort lernte er Elisabeth Zenger aus Saal an der Saale kennen, die auch eine Schülerin Buchners war und die er 1935 heiratete. In Würzburg gehörte Herberhold der katholischen Studentenverbindung KDStV Gothia-Würzburg im CV an. Das Studium schloss Herberhold im Februar 1931 mit der Promotion ab mit einer Dissertation über Otto von Lobdeburg (Bischof von Würzburg 1207–1223). Um eine Anstellung in Preußen zu erhalten, absolvierte er ein Semester in Münster und zwei in Greifswald, wo er im Februar 1933 die Lehrbefähigung für den Schuldienst (Geschichte, Katholische Theologie, Latein) erwarb; wichtigster Lehrer war Adolf Hofmeister. In Greifswald freundete er sich mit dem Pfarrer Alfons Maria Wachsmann an, der wegen seiner kritischen Haltung zum NS-Regime 1943 verhaftet und 1944 hingerichtet wurde, Herberhold widmete ihm 1963 eine Biographie.
Von April 1933 bis Juli 1934 besuchte Herberhold das Preußische Institut für Archivwissenschaft in Berlin-Dahlem. Für das anschließende Praxishalbjahr wurde er dem Staatsarchiv Münster zugewiesen, 1935 wurde er hier als wissenschaftlicher Hilfsarbeiter fest angestellt, im Juli 1936 zum Archivassistenten ernannt und in den Staatsdienst übernommen. In dieser Zeit veröffentlichte er zur Geschichte der Stadt Erwitte und bereitete die Darstellung der Bau- und Kunstdenkmäler im Kreis Brilon (erschienen ab 1952) vor. Im April 1938 wurde Herberhold zum ersten hauptamtlichen Leiter des Staatsarchivs in Sigmaringen berufen, wo er am Aufbau des bis dahin unbedeutenden Archivs mitwirkte und zahlreiche Beiträge zur südwestdeutschen Landesgeschichte veröffentlichte. 1940 für drei Monate, dann von 1943 bis 1945 war Herberhold Soldat, konnte aber umgehend nach Sigmaringen zurückkehren. 1946 initiierte er die erste Tagung der südwestdeutschen Archivare. 1951 wurde er zum Oberarchivrat ernannt, um den geplanten Wechsel zum Stadtarchiv Freiburg i.Br. abzuwenden.
In den 1950er Jahren wirkte Herberhold in seiner Heimatstadt und setzte sich für den Neuaufbau des Stadtarchivs sowie eine Neuordnung der Archivbestände ein. Anfang September 1957 verließ Herberhold den Staatsdienst und kehrte nach Münster zurück, wo ihn der Landschaftsverband Westfalen-Lippe als Landesarchivoberrat einstellte. Dort übernahm er am Jahresanfang 1958 die Leitung der Archivberatungsstelle des Landschaftsverbandes, die seit 1933 vom Leiter des Staatsarchivs Johannes Bauermann in Personalunion geleitet wurde, nun aber Verselbständigt und aufgewertet werden sollte. Die Dienststelle musste von Herberhold ausgebaut und erweitert werden, 1961 wurde sie auf seine Initiative umbenannt in Landesamt für Archivpflege (heute LWL-Archivamt für Westfalen). 1959 wurde dem Amt ein eignes Archiv für die Akten des Landschaftsverbandes und seines Vorgängers, des Provinzialverbandes Westfalen, angegliedert. Wichtigste Aufgabe des Landesamtes war die Beratung der zahlreichen kommunalen und privaten Archive (insbesondere Adelsarchive) in Westfalen. Auf seine Initiative geht die Fachausbildung für kommunale Archivare zurück, die sogenannten Duisburger Lehrgänge (seit 1964), in denen Inspektoren des Kommunalverwaltung eine archivarische Zusatzausbildung erhielten. Ebenfalls auf seine Initiative entstanden die seit 1971 jährlich abgehaltenen Westfälischen Archivtage als Austauschmöglichkeit der Archivare. Besondere Aufmerksamkeit galt den Adelsarchiven, von denen er mehrere selbst verzeichnete. 1962 wurde Herberhold zum Landesarchivdirektor, 1971 zum Leitenden Landesarchivdirektor ernannt. Auf besonderen Wunsch des Landschaftsverbandes trat Herberhold erst am 1. April 1974, zwei Jahre nach Erreichen der Altersgrenze, in den Ruhestand, sein Nachfolger wurde Helmut Richtering. Wichtigstes Werk seiner erneuten Tätigkeit in Münster war das in drei Bänden erschienene Ravensberger Urbar.
Herberhold hatte mit seiner Frau Elisabeth fünf Kinder. Elisabeth starb 1973.

## Mitgliedschaften und Ehrungen
1954 wurde Herberhold zum Mitglied der Historischen Kommission für Westfalen berufen, von 1963 bis 1970 gehörte er dem Vorstand (zeitweise als Geschäftsführer) an. Herberhold war ebenfalls Mitglied der Württembergischen Kommission für Landesgeschichte (1954 aufgegangen in der Kommission für geschichtliche Landeskunde in Baden-Württemberg). Dem Vorstand des Vereins deutscher Archivare gehörte er viele Jahre an, nach seinem Ausscheiden wurde ihm 1969 die Ehrenmitgliedschaft verliehen. Auch die Vereinigten Westfälischen Adelsarchive e.V. ernannten ihn 1974 zum Ehrenmitglied. Auf Initiative des Vereins deutscher Archivare erhielt Herberhold 1975 das Große Bundesverdienstkreuz.

## Werke (Auswahl)
- Otto von Lobdeburg, Bischof von Würzburg 1207–1223. Beiträge zur Geschichte seines Lebens mit besonderer Berücksichtigung seiner Stellung zum Reiche. Würzburg 1935 (Zugl. Diss. Würzburg 1931).
- Die politischen, wirtschaftlichen und rechtlichen Verhältnisse der Gemeinde Erwitte bis zum Beginn des 19. Jahrhunderts. In: 1100 Jahre Erwitte, Münster 1936, S. 31–266.
- Zusammen mit Paul Michels und Nikolaus Rodenkirchen: Kreis Brilon (= Bau- und Kunstdenkmäler von Westfalen, Bd. 45), Münster 1952.
- Die Bildung der Sigmaringer Archive. Ein Beitrag zur Archivkunde des 19. Jahrhunderts. In: Archivalische Zeitschrift 50/51 (1955), S. 71–90.
- Das Urbar der Grafschaft Ravensberg von 1556, Münster 1960 (= Veröffentlichungen der Historischen Kommission Westfalens. Bd. 29, = Westfälische Lagerbücher. Bd. 1).
- Alfons Maria Wachsmann – Ein Opfer des Faschismus. Verlag St. Benno, Leipzig 1963.
- (Bearb.): Das Bickelspergsche Lagerbuch der Grafschaft Zollern von 1435. 2. Aufl. (= Arbeiten zur Landeskunde Hohenzollerns. Bd. 1). Thorbecke, Sigmaringen 1978, ISBN 3-7995-6201-X.
- Archivverzeichnis Haus Welbergen. Münster 1980 (= Westfälische Quellen- und Archivverzeichnisse. Bd. 4).